# 雑魚寝堂
雑魚寝堂（ざこねどう）とはかつて兵庫県神戸市長田区駒ヶ林に存在した風習および施設。

## 概要
明治時代以前に駒ヶ林に存在した、大晦日に大勢の未婚の男女が集い一夜をともにし、伴侶となるという風習および、そのために集われていた施設である。
起源は平安時代建立で1815年再建の阿弥陀寺とされている。そこには僧侶は住んでおらず、堂宇のみが存在していた。『摂陽落穂集』にこの堂宇と風習について記されている。それによると、村の未婚の男女が大晦日にお堂にこもり、その夜に結ばれた男女が夫婦となっていた。
雑魚寝で伴侶を探すといっても、それまでに意思を通じ合った男女が行事に参加したということであり、いきなり見ず知らずの男女が結ばれていたのではないと考えられる。全国各地に存在するこのような資料では、ふつうは男女が日常の作業などを通じて慣れ親しんでいき、こうなった男女がこのような行事に参加するということで結ばれたとなっている。

## 風習の消滅後
この堂宇は小学校の校舎として使用された後、1922年に海泉寺に本堂として使うために移築されたが、1995年の阪神・淡路大震災で全壊して現存しない。雑魚寝堂の跡地には清水栄二設計の公会堂が建てられ、戦後その建物は保育所として使用されたが、保育所は2013年に閉鎖された。
「長田の近代建築を発見する会」は保育所として使用されてきた建物を地域に残された遺産として保全し、これからのまちづくりに活かしていくとしている。2015年より地域では下町芸術祭が行われている。保育所跡のこの建物は、この下町芸術祭において地元の芸術家が制作した作品を展示する場となっている。